# 索羅科韋
50°4′42″N 35°16′2″E / 50.07833°N 35.26722°E
索羅科韋（羅馬化：Sorokove）是烏克蘭東部的村莊，由哈爾科夫州博霍杜希夫區的克拉斯諾庫特斯克市鎮負責管轄。該鄉始建於1810年，面積0.21平方公里，海拔高度119米，2001年人口185。
2025年3月21日，乌克兰内阁决定将該定居點從鄉村居民點降级为村。